# Jordi Burgaya
Jordi Burgaya (8 giugno 1995) è un hockeista su pista spagnolo.